# Palaeonympha meridionalis
Palaeonympha meridionalis är en fjärilsart som beskrevs av Clayton Dissinger Mell 1942. Palaeonympha meridionalis ingår i släktet Palaeonympha och familjen praktfjärilar. Inga underarter finns listade i Catalogue of Life.